# Meta (film)
Meta – polski czarno-biały telewizyjny film fabularny z 1971 roku, w reżyserii Antoniego Krauzego. Film zaliczany do tzw. półkowników, którego rozpowszechnianie zostało opóźnione przez cenzurę PRL-u.

## Fabuła
Opowieść o skutkach przypadkowego spotkania, w poczekalni dworca kolejowego, po latach dwóch kolegów, dawnych członków ZMP, z których każdy pokierował życiem na swój sposób.
Władysław Trzeciak i Kazimierz Kaczyński to dwie całkiem odmienne postacie. Pierwszy – zawsze spokojny i wyważony, założył rodzinę i ma nawet dwójkę dzieci. Lekkoduch Kazimierz „Kaczor” lubi imponować i być w centrum uwagi, a pieniądze zdobywa kombinując, nie zaś męcząc się uczciwą pracą.
„Kaczor” aktualnie poszukuje jakiejś "mety", czyli przygodnego miejsca do przejściowego zamieszkania. Władysław odpłatnie przygarnia go pod swój dach, choć żyje w bardzo skromnych warunkach. Ma kłopoty zawodowe, ponieważ przeciwstawia się oszustwom w swoim zakładzie pracy. Kazik ma spać w kuchni, na łóżku po babci. Po wprowadzeniu się coraz bardziej wkracza w domowe sprawy gospodarzy, szasta pieniędzmi i usiłuje nakłonić kolegę do nieuczciwego zarabiania, przy okazji uwodząc jego żonę i prezentami zjednując sobie dzieci.

## Obsada
- Witold Pyrkosz – Kazik Kaczyński
- Henryk Hunko – Władysław Trzeciak
- Asja Łamtiugina – Irena Trzeciak, żona Władysława
- Irmina Praszyńska – Irminka, córka Trzeciaków
- Czarek Machliński – Czarek, synek Trzeciaków
- Zdzisław Kuźniar – brat Ireny
- Jadwiga Skupnik – Janka, bratowa Ireny
- Eliasz Kuziemski – dyrektor Kozłowski
- Ferdynand Matysik – mężczyzna wysiadający z windy
- Kazimierz Ostrowicz – kolejarz grający w karty
- Andrzej Bielski